# آزورا (کمون)
آزورا (به فرانسوی: Azerat) یک کمون در فرانسه است که در canton of Thenon واقع شده‌است. آزورا ۲۰٫۰۵ کیلومتر مربع مساحت دارد.